# Villalbarba
Villalbarba község Spanyolországban, Valladolid tartományban.  Lakosainak száma 100 fő (2024).

## Népesség
A település népessége az utóbbi években az alábbiak szerint változott:
| Lakosok száma | 165  | 156  | 143  | 138  | 133  | 132  | 121  | 121  | 102  | 100  |
|               | 2001 | 2004 | 2007 | 2009 | 2012 | 2014 | 2017 | 2019 | 2022 | 2024 |